# 弥太郎笠 (1957年の映画)
『弥太郎笠』（やたろうがさ）は、1957年に公開された森一生監督の日本映画。

## スタッフ
以下のスタッフ名はKINENOTEに従った。
- 監督 - 森一生
- 脚本 - 八尋不二
- 原作 - 子母沢寛
- 企画 - 高椋廸夫
- 製作 - 永田雅一
- 撮影 - 本多省三
- 美術 - 太田誠一
- 音楽 - 斎藤一郎
- 録音 - 林土太郎
- 照明 - 岡本健一
- 編集 - 宮田味津三

## キャスト
以下の出演者名と役名は特に記載がない限りKINENOTEに従った。
- 八代目 市川雷蔵 - 弥太郎[2]
- 浦路洋子 - お雪
- 矢島ひろ子 - お牧
- 木暮実千代 - お吉
- 夏目俊二 - 桑山盛助
- 石黒達也 - 平井久馬
- 寺島雄作 - 磯部の勘太郎
- 清水元 - 虎太郎
- 伊達三郎 - 照吉
- 柳永二郎 - お神楽大八
- 芝田総二 - 与兵衛
- 横山文彦 - 善兵衛
- 岩田正 - 彌吉
- 福井隆次 - 玉三
- 菊野昌代士 - 賭場の男
- 旗孝思 - 芳兵衛
- 志賀明 - 源六
- 河田好太郎 - 三平
- 大杉潤 - 五助
- 毛利充宏 - 栗作
- 高原朝子 - 女中
- 仲上小夜子 - お竹